# Glavendrupstenen
Glavendrupstenen är en 188 cm hög runsten av granit i Glavendrup, Skamby socken och Nordfyns kommun på Fyn i Danmark. Stenen har Danmarks längsta runinskrift och ingår som stävsten i en 60 meter lång skeppssättning. Inskriften är en av ungefär tre runstenar som åberopar guden Tor. Den är också ovanlig genom att nämna ett vi, en hednisk helgedom.

## Inskriften
Translitterering av runraden:
§A raknhiltr ' sa¶ti ' stain þonsi ' auft ¶ ala ' saulua kuþa ¶ uia l(i)þs haiþuiarþan þia¶kn 
§B ala ' suniʀ ' karþu ¶ kubl ' þausi ' aft ' faþur ¶ sin ' auk ' hons ' kuna ' auft ¶ uar ' sin ' in ' suti ' raist ' run¶aʀ ' þasi ' aft ' trutin ' sin ¶ þur ' uiki ' þasi ' runaʀ 
§C at ' rita ' sa ' uarþi ' is ' stain þansi ¶ ailti ' iþa aft ' onon ' traki
Normalisering till rundanska:
§A Ragnhildr satti sten þænsi æft Alla Solwa, goþa wea, liþs heþwærþan þægn. 
§B Alla syniʀ gærþu kumbl þøsi æft faþur sin ok hans kona æft wær sin. Æn Soti rest runaʀ þæssi æft drottin sin. Þor wigi þæssi runaʀ. 
§C At ræta(?) sa wærþi æs sten þænsi ælti(?) æþa æft annan dragi.
Översättning till engelska:
§A Ragnhildr placed this stone in memory of Alli the Pale, priest of the sanctuary, honourable þegn of the retinue. §B Alli's sons made these monuments in memory of their father, and his wife in memory of her husband. And Sóti carved these runes in memory of his lord. Þórr hallow these runes. §C A warlock be he who damages(?) this stone or drags it (to stand) in memory of another.
En alternativ översättning till svenska: Ragnhild reste denna sten efter Alle Sölve, viernas troman, hirdens högvördige hövding, alla söner gjorde detta efter sin far och hans hustru efter sin man, men Sote ristade dessa runor efter sin herre. Tor helge dessa runor. Till en raete skall den bliva som ödelägger denna sten eller ristar runor i den till en annans ära.